# Biagio Pace
Biagio Pace (Comiso, 13 novembre 1889 – Comiso, 28 settembre 1955) è stato un archeologo e politico italiano.

## Biografia
Figlio del barone Salvatore Pace e di donna Carolina Perrotta, dopo la maturità classica a Palermo nel 1909, si laureò in lettere nel 1912 all'Università di Palermo con Antonino Salinas. Subito dopo, partì per la Grecia ove frequentò per due anni la Scuola archeologica italiana di Atene dove ebbe come compagno di esperienze e ricerche Gian Giacomo Porro.
Vicino ai nazionalisti, allo scoppio della prima guerra mondiale partì volontario prestando servizio come ufficiale di complemento sul Carso.
Nel 1917, conseguita la libera docenza in archeologia, ottenne per incarico la cattedra di archeologia all'Università di Palermo, dove insegnò fino al 1924. Conseguito l'ordinariato, dal 1927 al 1930 insegnò archeologia e storia dell'arte classica all'Università di Pisa, quindi, dal 1931 al 1935, all'Università di Napoli, dove fu anche preside della Facoltà di Lettere. Dal 1933 al 1936, fu pure presidente del Consiglio superiore delle Antichità e delle Belle Arti. Dal 1936 insegnò Topografia dell'Italia antica all'università La Sapienza di Roma.
Aderì nel 1921 al Partito Nazionale Fascista e nel 1924 entrò nella Milizia Volontaria per la Sicurezza Nazionale. Nel 1924 fu eletto deputato alla Camera per la Sicilia nel listone fascista, rieletto con il PNF nel 1929 e riconfermato nel 1934, fino al 1939.
Il 26 dicembre 1926, sposò Elisabetta De Lieto, che gli diede due figli, Salvatore (nato il 10 agosto 1927) e Carlo (nato nel 1931).
Nel 1927, assieme a Filippo Pennavaria, fu uno dei fautori del riconoscimento della nuova provincia di Ragusa. Fu presidente, dal 1929 al 1944, dell'Istituto nazionale del dramma antico (INDA di Siracusa). Nel 1935 partì volontario per la guerra d'Etiopia come seniore (maggiore) della Milizia nella 2ª Divisione CC.NN. "28 ottobre" e combatté durante la battaglia di Passo Uarieu. Nel gennaio 1936 fu decorato di croce di guerra al valor militare. Raccontò questa sua esperienza nel libro Tembien. Note di un legionario della "28 Ottobre" in Africa orientale del 1936.
Rientrato in Italia nel 1936, ottenne la nuova cattedra di topografia antica presso l'Università La Sapienza di Roma. 
Nel 1939 divenne consigliere nazionale della Camera dei Fasci e delle Corporazioni fino alla caduta del regime fascista, nell'agosto 1943.
Fu anche presidente della Commissione legislativa per l'Educazione Nazionale dal 1939 al 1943. In questo periodo, subito si adoperò affinché anche nella sua città natale – Comiso – venisse istituito un liceo classico, come avvenne già nel 1936. Allo scoppio della seconda guerra mondiale e con il grado di sottotenente fu inviato in Marmarica, dove nel 1941 fu decorato di medaglia di bronzo al valor militare.
Dopo l'armistizio dell'8 settembre 1943, rimase a Roma, e non aderì alla Repubblica Sociale Italiana. 
Epurato e sospeso nell'agosto 1944 dall'insegnamento, nel 1949 fu reintegrato nella propria cattedra universitaria.
Il 26 dicembre del 1946, presiedette a Roma la riunione di fondazione del Movimento Sociale Italiano e il 15 giugno 1947 fu eletto dal Comitato centrale nella Giunta esecutiva nazionale del partito.
Morì improvvisamente a Comiso, il 28 settembre del 1955.

## Attività di ricerca
Allievo di Antonino Salinas e di Paolo Orsi fin dagli studi universitari, fra i maggiori studiosi della Sicilia antica, negli anni compresi tra il 1913 e gli anni '20 Pace prese parte a campagne di scavo in Asia Minore, in particolare nell'attuale Anatolia occidentale, oltre che a Creta e Rodi. Poi, nel 1930, diresse una missione nel Tibesti libico (Sahara), portando alla luce la civiltà dei Garamanti; la campagna di scavi fu abbastanza ardua perché svolta mentre in diverse zone della Libia infuriavano ancora gli scontri per la sua riconquista. Condusse scavi pure a Cartagine. A lui si devono inoltre i ritrovamenti in Sicilia degli antichi insediamenti di Camarina (Kamares), di Mozia, di Selinunte e della Villa del Casale di Piazza Armerina, oltre a numerosi studi sulla Sicilia bizantina e barbarica.
La sua linea di ricerca storica prese tuttavia le distanze dai precetti teorici dell'Orsi, fondati sul positivismo storico, per orientarsi più verso quelli dell'altro suo maestro, il Salinas, incentrati su una visione totale, interdisciplinare e comparativa della storia, approccio più consono alla natura ed alle caratteristiche della variegata e complessa storia siciliana, interpretata da un punto di vista diacronico partendo dai primi popoli autoctoni dell'isola.
Fu socio nazionale dell'Accademia Nazionale dei Lincei e dell'Accademia d'Italia che, nel 1943, per i suoi indubbi meriti scientifici e culturali, gli assegnò il "Premio Mussolini" per le scienze morali e storiche. Grazie alla sua influente posizione politica nazionale, riuscì negli anni '30 a far approvare alcune importanti normative che regolamentavano l'individuazione, la tutela e la gestione dei beni antichi, culturali e ambientali.
Fra i molti allievi che ebbe, ricordiamo Paolo Enrico Arias, Giovanni Pugliese Carratelli.
Della sua vasta opera vanno ricordate in particolare la Introduzione allo studio dell'archeologia (del 1934, e ampliata nel 1947) e soprattutto i quattro volumi di Arte e civiltà della Sicilia antica (1935-49): I fattori etnici e sociali (Vol. I, 1935, pp. 503; II ed. postuma, 1958, pp. 594), Arte, ingegneria e artigianato (Vol. II, 1938, pp. 528), Cultura e vita religiosa (Vol. III, 1945, pp. 731), Barbari e bizantini (Vol. IV, 1949, pp. 557).
Nel 2012, per iniziativa dell'Assessorato ai Beni Culturali e dell'Identità Siciliana della Regione Sicilia, gli è stato intitolato il nuovo polo museale interdisciplinare di Ragusa (già Museo archeologico ibleo).

## Opere principali
Dell'ampia produzione scientifica del Pace, si riportano, qui di seguito, solo i principali saggi e le più importanti monografie.
- I barbari e i bizantini in Sicilia. Studi sulla storia dell'isola dal secolo V al IX, Scuola tipografica "Boccone del povero", Palermo, 1911.
- Notizie di scoperte e di studi che interessano la Sicilia, Scuola tipografica "Boccone del povero", Palermo, 1915.
- Arti ed artisti della Sicilia antica, Pubblicazioni della R. Accademia dei Lincei, Roma, 1916.
- Le due prime campagne della missione archeologica italiana in Asia Minore, Tip. Unione Editrice, Roma, 1916.
- La basilica di Salemi, Pubblicazioni della R. Accademia dei Lincei, Roma, 1917.
- L'Italia e l'Asia Minore, Casa editrice Alberto Reber, Palermo, 1917.
- Studi e ricerche archeologiche in Sicilia, Pubblicazioni della R. Accademia dei Lincei, Roma, 1917.
- Contributi italiani all'archeologia dell'oriente ellenico, Tip. Enrico Ariani, Firenze, 1919.
- Materiali preistorici del museo di geologia di Palermo, Tipografia Cooperativa Sociale, Roma, 1919.
- Trent'anni di ricerche archeologiche italiane in Creta, Pubblicazioni della Società Geografica Italiana, Roma, 1919.
- Gli italiani e l'esplorazione dell'oriente ellenico, Tip. Unione Editrice, Roma, 1920.
- La questione di Rodi, Tip. Cromo-Lito, Roma, 1920.
- Rapporti monumentali tra la regione cartaginese e la Sicilia occidentale, Officina tipografica editoriale "Radio", Trapani, 1920.
- Contributi camarinesi, Scuola tipografica "Boccone del povero", Palermo, 1921.
- Per la storia dell'archeologia italiana in levante: viaggi dell'abate Domenico Sestini in Asia Minore (1779-1792), Istituto italiano di Arti Grafiche, Bergamo, 1921.
- Varietà: gli scavi di Mozia, Tip. R. Garroni, Roma, 1921.
- Studi siciliani. Prime note sugli scavi di Mozia (1906-1914), Scuola tipografica "Boccone del povero", Palermo, 1922.
- Ai confini del bolscevismo. Note di viaggio nel Caucaso, Tip. G. Priulla, Palermo, 1923.
- L'arte bizantina in Sicilia, Istituto per l'Europa orientale, Roma, 1924.
- L'ellenismo siciliano, Società anonima tipografica Leonardo Da Vinci, Perugia, 1924.
- Studi siciliani, Tip. G. Priulla, Palermo, 1926.
- Ricerche archeologiche nella regione di Conia, Adalia, Scalanova (1914-1919), Istituto italiano d'arti grafiche, Bergamo, 1926.
- Selinunte e l'Ellenismo d'Occidente, Edizioni della Rassegna italiana, Roma, 1926.
- Camarina. Topografia, storia, archeologia, Libreria Tirelli di F. Guaitolini, Catania, 1927 (ripubblicata da Sprint Grafica, Vittoria (RG), 1988).
- Dalla pianura di Adalia alla valle del Meandro. Impressioni di viaggio, Edizioni Alpes, Milano, 1927.
- Il regime giuridico del dodecanneso, Edizioni della "Rassegna Italiana", Roma, 1927.
- Gli studi italiani e la protostoria dell'Egeo, Arti grafiche Mariotti & Pacini, Pisa, 1927.
- Pisa nella storia e nell'arte, Casa editrice d'arte Bestetti & Tumminelli, Milano-Roma, 1929.
- Il castello Eurialo, Edizioni della "Rassegna italiana", Roma, 1930.
- Africa e Sicilia, Società anonima Nuova antologia, Roma, 1932.
- Mimo e attor mimico, con saggio d'interpretazione di Eronda, Istituto Nazionale del Dramma Antico (INDA), Siracusa, 1932.
- Introduzione allo studio dell'archeologia, Riccardo Ricciardi Editore, Napoli, 1934 (II edizione, 1939; nuova edizione riveduta e ampliata: A. Mondadori Editore, Milano, 1947; ristampa anastatica dell'edizione del 1947: S. Sciascia Edizioni, Caltanissetta, 1989).
- Le leggende dell'età regia secondo Livio, Casa Editrice Leonardo da Vinci, Roma, 1934.
- Scavi sahariani, Tip. G. Bardi, Roma, 1934.
- La funzione storica di Rodi, Società anonima "La nuova antologia", Roma, 1935.
- Scavi archeologici nel deserto del Sahara, F. Le Monnier Editore, Firenze, 1935.
- Arte e civiltà della Sicilia antica, 4 Voll., Società anonima editrice Dante Aligheri (di Albrighi, Segati & C.), Roma-Milano-Genova-Napoli-Città di Castello (PG), 1935-49 (ristampa anastatica, 1981).
- Gli Interessi dell'Italia nel Mediterraneo orientale, F. Le Monnier Editore, Firenze, 1936.
- Tembien. Note di un legionario della ”28 ottobre“ in Africa orientale, Riccardo Ricciardi Editore, Napoli, 1936 (con successive ristampe).
- L'Impero e la collaborazione internazionale in Africa, Pubblicazioni dell'Istituto Nazionale di Cultura Fascista, Roma, 1938.
- Epicarmo e il teatro siceliota, R. Istituto d'Arte del libro, Urbino, 1939.
- Introduzione allo studio delle ricerche storiche e archeologiche in Italia, negli ultimi cento anni, Società Italiana per il progresso delle scienze (SIPS), Roma, 1939.
- Rievocazioni del teatro greco in Italia, F. Le Monnier Editore, Firenze, 1939.
- Novità delle celebrazioni siciliane, Edizioni della "Rassegna Italiana", Roma, 1940.
- Pitture ellenistiche siciliane, F. Le Monnier Editore, Firenze, 1940.
- Tracce di un nuovo itinerario romano della Sicilia, Società anonima editrice Dante Alighieri, Milano, 1940.
- Il problema della plastica italiota, PUF-Presses Universitaires de France, Paris, 1941.
- Dinamica unitaria delle prime nazionalità storiche d'Italia, Stab. tip. Europa, Roma, 1942.
- Letterati greci nell'Italia del Rinascimento, Edizioni della "Rassegna italiana", Roma, 1943.
- Civiltà e cultura del Mediterraneo antico, Tip. M. Sciascia, Palermo, 1944.
- Visioni di vita mediterranea, Tip. F. Ciuni, Palermo, 1944.
- Nuova ipotesi sull'origine dell'iconostasio, Éditions de Byzantion, Bruxelles, 1949.
- La civiltà greca in Roma e la mediazione degli italioti, Librairie C. Klincksieck, Paris, 1951.
- Motivi unitari nella storia del Mediterraneo, Editrice Internazionale A.E.I., Roma, 1951.
- Note sull'arte delle incisioni parietali di Levanzo, Pubblicazioni dell'Istituto italiano di Antropologia, Roma, 1951.
- Mozia e Lilibeo, Officine tipografico-editoriali "Radio", Trapani, 1952.
- La Sicilia nella storia economica del Mediterraneo, Editrice Internazionale A.E.I. Roma, 1952.
- Pensiero romantico e arte bizantina, Libreria goliardica, Pisa, 1953.
- Valori di vita provinciale, Editrice F.lli Baglieri, Comiso (RG), 1953.
- Attori di Commedia italiota in un vaso di Spina, Von Kerle Verlag, Heidelberg (DE), 1954.
- La Sicilia romana, Tip. G. Mori, Palermo, 1954.
- L'architettura in Sicilia: periodo preistorico e periodo greco, Tip. F.lli De Magistris & C. (poi V. Bellotti), Palermo, 1955.
- Metamorfosi d'Ifigenia, C. Signorelli Editore, Roma, 1955.
- I mosaici di Piazza Armerina, Tip. G. Casini, Roma, 1955 (ristampa: G. Casini Editore, 1990).
- Studi medievali in onore di Antonino De Stefano, Edizioni della Società siciliana per la Storia Patria, Palermo, 1956 (pubblicata postuma).
- Civiltà e cultura del mediterraneo antico, Tip. M. Sciascia, Palermo, 1957 (Tip. L'impronta, Firenze, 1958) (pubblicata postuma).
- Scritti giovanili, a cura di Giovanni Di Stefano, col patrocinio della Pro-Loco di Comiso, Siciliae Edizioni, Comiso (RG), 2000.
- I bottoni del barone, a cura di Domenico Amoroso, Silvio Di Pasquale Editore, Caltagirone (CT), 2009.

### Articoli
- I grandi siciliani, in Le vie d'Italia, XLV, n. 10, 1º ottobre 1939. URL consultato il 26 ottobre 2021.